# Partenariat transatlantique de commerce et d'investissement
Pour les articles homonymes, voir GMT (homonymie).
Le partenariat transatlantique de commerce et d'investissement (PTCI ; TTIP en anglais), également connu sous le nom de traité de libre-échange transatlantique (TAFTA en anglais), est un projet d'accord commercial entre l'Union européenne et les États-Unis prévoyant la création d'une zone de libre-échange transatlantique souvent appelée grand marché transatlantique ou GMT.
Si le projet aboutissait, il instituerait la zone de libre-échange la plus importante de l'Histoire, couvrant 45,5 % du PIB mondial. Ses défenseurs affirment que l'accord conduirait à une croissance économique pour les deux parties tandis que les critiques soutiennent notamment qu'il augmenterait le pouvoir des entreprises face aux États et compliquerait la régulation des marchés.
Les négociations sur le traité sont gelées depuis 2016, en raison de l'opposition de l'opinion publique européenne, ainsi que de l'élection de Donald Trump aux États-Unis,.
En avril 2019, le Conseil de l'Union européenne autorise la Commission européenne à ouvrir de nouvelles négociations commerciales avec les États-Unis , mais plus limitées que le projet initial.

## Historique

### Les années 1990
En 1990, soit un an après la chute du mur de Berlin, les États-Unis et l'Union européenne signent ensemble la première résolution transatlantique,. Les contractants s'engagent en particulier à « promouvoir les principes de l'économie de marché, rejeter le protectionnisme, renforcer et ouvrir davantage [les économies nationales] à un système de commerce multilatéral ». Après ces accords de principe, le sommet Union européenne – États-Unis de décembre 1995 lance la construction institutionnelle de relations transatlantiques, avec l'adoption d'une déclaration d'engagement politique, du Nouvel Agenda transatlantique (NAT) et d'un programme d'action commun approfondi. Le marché transatlantique sera ensuite régulièrement évoqué dans la deuxième moitié des années 1990, dans le cadre de résolutions transatlantiques.
Négocié secrètement entre 1995 et 1997 par les vingt-neuf États membres de l’OCDE, l’accord multilatéral sur l'investissement (AMI) est la première tentative d'établissement d'un grand marché transatlantique. Tout comme l'actuel projet de TTIP, le texte négocié inclut un mécanisme de règlement des différends entre investisseurs et États. Divulguée in extremis, la copie soulève une vague de protestations populaires, ainsi que l'opposition du gouvernement français contraignant ses promoteurs à l'abandonner.

### Les années 2000
En 2003, le couple franco-allemand refuse de participer à la guerre d'Irak, occasionnant un ralentissement dans les relations transatlantiques. Le climat s'améliore deux ans plus tard, comme en témoigne la visite à Bruxelles du président des États-Unis George W. Bush, en février 2005.
Depuis, des négociations pour la mise en place d'un marché transatlantique se tiennent lors des sommets États-Unis – Union européenne, environ une fois par an, entre le président des États-Unis (Barack Obama), le secrétaire d'État des États-Unis (John Kerry), le président du Conseil européen (Herman Van Rompuy), le président de la Commission européenne (José Manuel Durão Barroso puis Jean-Claude Juncker), ainsi que le Haut représentant de l'Union pour les affaires étrangères et la politique de sécurité (Catherine Ashton puis Federica Mogherini). Chaque sommet entre les États-Unis et l'UE fait le point sur l'ensemble des travaux effectués lors de l'année écoulée, fixe l'orientation, crée de nouvelles instances et avalise les décisions stratégiques, en signant décisions et accords permettant de développer le marché transatlantique. Le sommet de Washington, D.C. le 30 avril 2007, crée le Conseil économique transatlantique, un organe permanent travaillant sur les aspects législatifs liés au commerce, aux investissements, et à la production,.
Depuis 2006, le Parlement européen adopte régulièrement des résolutions invitant à la création effective d'un marché transatlantique :
| Résolution no | Date             | Intitulé | Résultat |
| ------------- | ---------------- | --- | -------- |
| 2006-0238     | 1er juin 2006    | Accord de partenariat transatlantique UE/États-Unis                                                                   | Adoptée  |
| 2006-0239     | 1er juin 2006    | Relations économiques transatlantiques: UE-États-Unis                                                                 | Adoptée  |
| 2007-0155     | 25 avril 2007    | Relations transatlantiques                                                                                            | Adoptée  |
| 2008-0192     | 8 mai 2008       | Conseil économique transatlantique                                                                                    | Adoptée  |
| 2008-0256     | 5 juin 2008      | Sommet UE/États-Unis                                                                                                  | Adoptée  |
| 2009-0193     | 26 mars 2009     | L'état des relations transatlantiques à la suite des élections aux États-Unis                                         | Adoptée  |
| 2010-0396     | 11 novembre 2010 | Prochain sommet UE-États-Unis et Conseil économique transatlantique                                                   | Adoptée  |
| 2011-0510     | 17 novembre 2011 | Sommet UE/États-Unis du 28 novembre 2011                                                                              | Adoptée  |
| 2012-0388     | 23 octobre 2012  | Relations commerciales et économiques avec les États-Unis                                                             | Adoptée  |
| 2013-0227     | 23 mai 2013      | Négociations en vue d'un accord en matière de commerce et d'investissement entre l'Union européenne et les États-Unis | Adoptée  |
| 2013-0280     | 13 juin 2013     | Partenariat transatlantique élargi                                                                                    | Adoptée  |

Dans ces résolutions, il reconnaît des caractéristiques convergentes entre l'Europe et les États-Unis, notamment concernant le volume de leurs PIB respectifs, leur modèle d'économie de marché et leur stratégie commune en matière de politique étrangère. Ainsi, le Parlement européen d'une part et le Congrès des États-Unis d'autre part, invitent à la création planifiée pour 2015 — après les élections européennes — d'un grand marché transatlantique permettant la liberté de circulation des biens, services et capitaux.
En juin 2013, les révélations d'Edward Snowden sur l'espionnage américain sur ses partenaires européens tendent à nouveau les relations entre les deux parties. Certains députés, parmi lesquels Jean-Luc Mélenchon et Isabelle Durant, et certains commissaires européens demandent le gel des négociations. Cependant, ces protestations n'entravent pas le processus engagé.

### Cycles de négociations
Les négociations relatives à la politique commerciale de l'Union européenne relèvent de la compétence exclusive de la Commission européenne, qui peut négocier des accords de politique commerciale sur la base de mandats qui lui sont confiés par les États membres. Le pendant américain est le Bureau du représentant américain au commerce.
Le 12 mars 2013, la Commission européenne publie un projet de mandat de négociation pour un « Partenariat transatlantique de commerce et d’investissement ». Le 14 juin 2013 le conseil des ministres du commerce des États membres de l'Union adopte ce projet,. Le mandat est porté à la connaissance des parlements nationaux et du public un an plus tard, le 9 octobre 2014. La France a obtenu l'exclusion du champ de l'accord des services audiovisuels au nom de l'exception culturelle.
S'ouvre alors le premier cycle de négociations commerciales entre le représentant américain au commerce Michael Froman et le négociateur en chef du TTIP pour l'Union européenne, Ignacio Garcia Bercero (ca) à Washington, D.C. le 8 juillet 2013. Les négociations se poursuivent alternativement aux États-Unis et en Europe :
| Cycle no | Date                           | Lieu             |
| -------- | ------------------------------ | ---------------- |
| 1        | 8 au 12 juillet 2013           | Washington, D.C. |
| 2        | 11 au 15 novembre 2013         | Bruxelles        |
| 3        | 16 au 20 décembre 2013         | Washington, D.C. |
| 4        | 10 au 14 mars 2014             | Bruxelles        |
| 5,       | 19 au 23 mai 2014              | Washington, D.C. |
| 6,       | 14 au 17 juillet 2014          | Bruxelles        |
| 7,       | 29 septembre au 3 octobre 2014 | Washington, D.C. |
| 8,       | 2 au 6 février 2015            | Bruxelles        |
| 9        | 20 au 24 avril 2015            | New York         |
| 10       | 13 au 17 juillet 2015          | Bruxelles        |
| 11       | 19 au 23 octobre 2015          | Miami            |
| 12       | 22 au 26 février 2016          | Bruxelles        |
| 13       | 25 au 29 avril 2016            | New York         |
| 14       | 11 au 15 juillet 2016          | Bruxelles        |
| 15       | 3 au 7 octobre 2016            | New York         |

Le 28 mai 2015, la commission du commerce international du Parlement européen approuve par 28 voix pour et 13 contre une résolution soutenant les négociations. Après un report d'un mois, le Parlement se prononce en séance plénière en faveur de cette résolution par 436 pour, 241 contre (dont les socialistes français et belges) et 32 abstentions le 8 juillet 2015. Alors que de nombreux membres du groupe socialiste exigeaient que la résolution marque son opposition aux mécanismes d'arbitrage international, un amendement proposant non pas d'« exclure », mais de « remplacer le mécanisme de règlement des différends entre investisseurs et États (ISDS) par un nouveau système qui permette de résoudre les différends entre États et investisseurs » obtient 447 voix.

### Gel des négociations en 2016
À partir de 2016, de nombreux responsables européens se montrent très critiques au sujet des négociations en cours avec les États-Unis.
Le ministre de l'économie allemand Sigmar Gabriel déclare que les discussions ont pratiquement échoué. De son côté, la France estime que le projet de traité est déséquilibré en faveur des États-Unis et demande l'arrêt des négociations à la Commission européenne.
La Commissaire européenne au Commerce Cecilia Malmström réfute ces critiques et assure que les négociations se poursuivront après l'élection présidentielle américaine.
Toutefois, l'élection de Donald Trump, opposé au traité, conduit de fait à la suspension sine die des négociations à la fin de l'année 2016.

### Reprise de nouvelles négociations en 2019
En avril 2019, le Conseil de l'Union européenne charge la Commission européenne de relancer des négociations en vue d'un nouvel accord commercial avec les États-Unis, malgré l'opposition de la France.
Le nouvel accord, s'il était conclu, est toutefois présenté comme plus limité que ne devait l'être le TTIP, du fait qu'il ne s'appliquerait ni aux produits agricoles ni aux marchés publics. Les États-Unis annoncent toutefois qu'ils souhaitent que l'agriculture soit incluse dans le cadre de l'accord.

## Ratification

### Ratification européenne
Du côté européen, le traité devra être ratifié par le Parlement européen. Si et seulement si l'accord négocié est qualifié de « mixte », c'est-à-dire comportant des dispositions autres que spécifiquement commerciales, il devra également être ratifié par les parlements nationaux,. Lors du débat à l'Assemblée nationale française sur le TTIP le 22 mai 2014, devant l'avertissement de certains députés s’inquiétant que l'accord puisse ne pas être qualifié de « mixte », Fleur Pellerin, alors secrétaire d'État chargée du Commerce extérieur a indiqué « Ce caractère mixte a été une condition de l’adoption de ce mandat, et il n’y a aucun doute sur le fait que cet accord est mixte. Par conséquent, le Parlement européen et les parlements nationaux seront conduits à se prononcer sur ce traité si les négociations aboutissent. ». Le ministre allemand de l'Économie, Sigmar Gabriel, considère que l'accord ne pourra pas voir le jour « sans légitimation démocratique du Parlement européen et des Parlements nationaux […]. Quiconque exclut d'emblée les Parlements nationaux risque de faire croitre encore plus l'opposition ».
En France, la constitution prévoit en son article 53 que les traités commerciaux ne peuvent être ratifiés « qu'en vertu d'une loi ». Toutefois, la ratification par la France du traité de Lisbonne transfère la signature de traités de commerce à la compétence exclusive de l'Union européenne, et le Parlement français n'a plus à être consulté de façon obligatoire lors de la signature de tels traités par l'UE, sauf si ces traités comportent d'autres dispositions que commerciales et sont qualifiés de « mixtes ». Il en est de même dans le cas de l'Allemagne et des autres pays de l'UE.
La ratification du TTIP ne devrait vraisemblablement pas faire l'objet d'un référendum dans la majorité des États européens, mais les Pays-Bas pourraient en organiser un en vertu de la loi néerlandaise sur l'initiative populaire, qui avait déjà conduit à une consultation sur l'accord d'association de l'Union avec l'Ukraine, en 2016.

### Ratification américaine
Du côté américain, le traité devra être ratifié par le Congrès des États-Unis. Si l'aile gauche du Parti démocrate, certaines organisations écologistes, syndicales et de défense des consommateurs s'opposent aux négociations en cours sur le TTIP, les républicains, majoritaires au Congrès, y sont en revanche favorables,. L'ancien président des États-Unis, Barack Obama, bien que démocrate, était favorable au TTIP, au contraire de Hillary Clinton, qui s'y est dite défavorable lors de la campagne présidentielle de 2016. Donald Trump, le nouveau président des États-Unis, s'est également prononcé contre le traité.

## Contenu
Tant que se poursuivent les négociations, le contenu final de l'accord ne peut être que supposé. En effet, la consultation et la diffusion de ses versions consolidées sont limitées par d'importantes règles de confidentialité. Néanmoins, compte tenu des éléments déjà connus ainsi que des traités similaires déjà négociés, il apparaît que le texte de l'accord visera non seulement à abolir la majorité des droits de douane entre les deux zones mais aussi à abaisser les « barrières non tarifaires ». Le 9 octobre 2014, le Conseil de l'Union européenne publie le mandat du partenariat transatlantique, le projet d’accord commercial négocié entre l’Europe et les États-Unis depuis juillet 2013.

### Abolition des droits de douane
Les États-Unis et l'Union européenne bénéficient déjà d'une intégration économique avancée, avec des droits de douane relativement faibles, entre 2 % et 6 % en moyenne pour les droits de douane européenne, contre 3 % pour ceux américains. Les deux blocs maintiennent cependant des droits de douane significatifs dans certains secteurs, notamment l'agro-alimentaire, le textile, l'habillement et la chaussure, ainsi que dans le secteur des véhicules de transport terrestre autres que les trains – tracteurs, voitures, cycles et camions – dans le cas du marché européen,. Ainsi, les droits de douane américains durant la période de négociation sont de l'ordre de 25 % sur les produits laitiers, de 20 % sur la confiserie, de 17 % sur les boissons et le tabac ou encore de 11% à 13 %, alors que les droits de douane européen sont de 13 % sur les produits agricoles, et de 30 % sur le secteur textile.

### Harmonisation des normes
Les accords transatlantiques devraient induire « une harmonisation progressive des règlementations et de la reconnaissance mutuelle des règles et normes en vigueur », les pays signataires devant s'engager à une « mise en conformité de leurs lois, de leurs règlements et de leurs procédures » avec les dispositions du traité.

### Ouverture des marchés publics
L'Union européenne souhaite l'ouverture des marchés publics américains aux entreprises des États membres.

### Règlement des différends entre investisseurs et États
Le mandat de négociation stipule que « l'accord devrait viser à inclure un mécanisme de règlement des différends entre investisseurs et États efficace et moderne, assurant la transparence, l'indépendance des arbitres et la prévisibilité de l'accord, y compris à travers la possibilité d'interprétation contraignante de l'accord par les parties ». Un tel recours à l'arbitrage est présent dans de nombreux traités de libre-échange et a pour objectif d'accorder plus de pouvoir aux entreprises face aux États, en permettant à une firme d'attaquer un État devant un tribunal arbitral international : le Centre international pour le règlement des différends relatifs aux investissements (Cirdi), un organe dépendant de la Banque mondiale basé à Washington. Un arbitre est nommé par l'entreprise, un par l'État et le troisième par la secrétaire générale de la Cour.
Le 21 janvier 2014, la Commission européenne annonce une consultation publique relative au mécanisme de règlement des différends entre investisseurs et États (RDIE ; ISDS en anglais) qui s'est tenue du 27 mars au 13 juillet 2014 et suspend les négociations sur ce mécanisme dans l'attente des conclusions de cette consultation,,. Une présentation générale des réponses a été publiée le 13 janvier 2015, indiquant notamment que 150 000 personnes ont répondu à cette consultation. La commissaire européenne au Commerce Cecilia Malmström admet que « la consultation publique montre bien que les Européens sont très sceptiques quant à l'instrument de règlement des différends entre investisseurs et États ».

## Enjeux et critiques
Le TTIP pourrait avoir des conséquences économiques et politiques importantes. Il fait l'objet de vives critiques, relatives tant au processus de négociation, qu'au contenu de l'accord lui-même.

### Opacité des négociations
Le manque de transparence du processus et le caractère asymétrique des informations sont dénoncés par de nombreux acteurs comme une atteinte à la démocratie,.
En effet, les citoyens n'ont aucun accès ni aux documents préparatoires, ni aux comptes rendus des négociations ; même les parlementaires n'en connaissent pas le détail,. Onze pays de l'UE s'opposent à la diffusion du mandat, qui a toutefois fait l'objet de fuites. Pour répondre à cette critique, la Commission européenne a fourni quelques éléments d'informations sur les négociations en cours, sur son site. Le Commissaire européen au Commerce, Karel De Gucht, conteste cette idée d'un secret entourant les négociations.
En octobre 2015, le président du Parlement allemand, Norbert Lammert menace de dire non au traité transatlantique, à la suite du refus de l'ambassade américaine de Berlin de laisser une délégation de parlementaires allemands consulter les documents des négociations. Il déclare qu'« il est hors de question que le Bundestag ratifie un contrat commercial entre l’Union européenne et les États-Unis, pour lequel il n’aura pu accompagner ou influencer les options »,.
Le 1er mai 2016, Greenpeace publie 248 pages du projet de traité TTIP,.
Ces documents font état des demandes américaines de réduction des exigences européennes en matière d'environnement et de santé publique. Greenpeace Pays-Bas dit avoir publié ces documents « afin de fournir la transparence nécessaire et de déclencher un débat public sur le traité ». À la suite de cette publication, des négociateurs européens et américains ont dénoncé des « interprétations trompeuses » de la part de l'ONG.
La Commissaire européenne au commerce (Cecilia Malmström) a réagi en estimant que la presse avait fait des commentaires « alarmistes » basés sur des révélations tronquées (la « fuite » présentée par Greenpeace ne livrant que 13 chapitres sur 24), à l'origine selon elle d'« une tempête dans un verre d'eau ». Pour Marie Viennot, les trois chapitres (70 pages, en anglais, concernant l'agriculture, les mesures phytosanitaires et la « coopération réglementaire ») publiés par l'ONG sont néanmoins cruciaux pour les questions de santé environnementale.

#### Actions de la médiatrice européenne
En juillet 2014, la médiatrice européenne Emily O'Reilly a présenté « une première série de suggestions à la Commission ». Le mandat de négociation est rendu public le 9 octobre 2014. Cette déclassification, annoncée par le Conseil de l'Union européenne, qui représente les États, « constitue une mesure importante pour assurer la transparence des négociations avec les États-Unis », selon Carlo Calenda, vice-ministre italien du développement économique, dont le pays assure la présidence tournante de l'UE[réf. souhaitée]. En 2014, lors de son enquête, la médiatrice européenne a aussi organisé une concertation publique « pour aider à rendre les négociations plus transparentes et accessibles ». Après avoir entendu les préoccupations exprimées par le Parlement européen et par la société civile, la Commission a proposé, en novembre 2014, plusieurs mesures de transparence.
Le 6 janvier 2015, en tenant compte des réponses faites par la Commission européenne à 5 propositions, la médiatrice européenne a publié un avis qui conteste à la Commission le droit de refuser de rendre publics les documents consolidés de négociation sous prétexte du fait qu'il s'agit d'un accord international. La médiatrice rappelle que « le traité sur l'Union européenne prévoit que les décisions soient prises aussi ouvertement que possible et le plus près possible des citoyens. En outre, pour promouvoir la bonne gouvernance et assurer la participation de la société civile, les institutions, organes et organismes de l'Union doivent faire leur travail aussi ouvertement que possible ». La médiatrice invite donc la Commission à respecter le droit européen (qu'elle qualifie de « droit fondamental ») en matière d’accès du public aux informations concernant très directement les Européens (notamment traduit par le règlement 1049/2001). Elle a invité la commission à une « plus grande divulgation proactive des documents du TTIP, et à un renforcement de la transparence des réunions du TTIP », tout en admettant que certaines informations puissent temporairement être confidentielles, mais en précisant que « toute politique de non-divulgation doit être dûment justifiée » et le moment de la diffusion précisé. Le seul fait que la transparence sur un document pourrait déplaire aux autorités américaines ne saurait être une justification à la non-divulgation de ce document.
En mars 2015, la médiatrice a félicité la Commission pour ses engagements annonçant une publication prochaine de documents du TTIP, et pour avoir dit continuer « à chercher à persuader les États-Unis de la nécessité d'une plus grande transparence dans ces négociations commerciales ». La médiatrice a aussi félicité « le Parlement européen et les groupes de la société civile qui ont aussi poussé à plus de transparence », en précisant que « La responsabilité démocratique est maintenant du côté des représentants élus qui doivent examiner les négociations au nom de leurs électeurs, pour s'engager au côté des citoyens européens et décider de l'avenir du TTIP ». Dans le même communiqué, la médiatrice affirme cependant que « Plus peut encore être fait à propos de la transparence du lobbying »; en janvier 2015, la médiatrice avait appelé la Commission à « une plus grande transparence concernant les réunions que les fonctionnaires de la Commission avaient sur le TTIP avec les organisations professionnelles, les groupes de pression ou des ONG ».
La Commission a expliqué dans sa réponse que, « pour des raisons de “proportionnalité” », elle ne voulait publier « ni les ordres du jour, ni les comptes rendus de ces réunions ». La requête par la médiatrice d’« étendre les obligations de transparence aux niveaux de directeur, Chef d'unité et de négociateur » a elle aussi été rejetée, notamment pour des raisons de protection des données personnelles (Cf. « Règlement sur la protection des données » (Règlement (CE) no 45/2001, JO L 8, 12.1.2001 et jurisprudence européenne). La Commission a soutenu en réponse qu'elle ne pouvait publier les noms des participants aux réunions sans leur consentement. Le 23 mars 2015, la médiatrice a répondu que « la protection des données personnelles ne doit pas être utilisée comme un obstacle automatique à l'examen par le public des activités de lobbying dans le cadre du TTIP. Il est possible de tenir compte de la protection des données en informant les participants quand ils sont invités aux réunions de l'intention de divulguer leurs noms. Ceci devrait être fait dans l'intérêt public ».
Le 5 octobre 2015, la médiatrice européenne a conclu que la Commission n'avait pas été assez transparente à propos de ses contacts avec l'industrie du tabac. La médiatrice avait été saisie par l'ONG Corporate Europe Observatory, qui souhaitait accéder au contenu des discussions avec cette industrie, mais avait seulement reçu des documents dans lesquels toutes les informations pertinentes avaient été masquées, une pratique non conforme aux recommandations de la Convention-cadre de l'OMS pour la lutte antitabac.

### Croissance escomptée
Comme tout traité commercial, le TTIP est théoriquement susceptible de présenter des avantages pour chacune des parties participantes à la négociation du fait de la facilitation des échanges économiques. En effet, dans la lignée de la pensée économique ricardienne, étendre les possibilités d'échange est source de richesse. Une étude de 2010 des économistes Fredrik Erixon et Matthias Bauer, pour un laboratoire d'idées, le Centre européen d’économie politique internationale (European Centre for International Political Economy, ECIPE), estime que « l'effet statique » sur le PIB de l'élimination des droits de douane (effets à court terme sur l'amélioration de l'allocation des ressources) serait de +0,01 % pour l'Union européenne et de +0,15 % pour les États-Unis ; et que son « effet dynamique » (effets à long terme sur l'accumulation du capital, l'augmentation de l'investissement et de la productivité) serait de +0,32 à +0,47 % pour l'Union européenne (46 à 69 milliards de dollars) et de +0,99 à +1,33 % pour les États-Unis (135 à 181 milliards de dollars). Une étude plus récente, commandée par la Commission européenne et citée dans son analyse d'impact d'avril 2013, estime que les effets sur le PIB associés à la suppression des barrières douanières seraient de +0,10 % pour l'Union européenne et de +0,04 % pour les États-Unis. Une fois les mesures relatives aux barrières non tarifaires prises en compte, le gain de PIB pour l'Union européenne s'établirait entre +0,27 et +0,48 %, et entre +0,21 et +0,39 % pour les États-Unis. Une étude de Jeronim Capaldo, chercheur à l’Institut sur le développement global et sur l’environnement (Global Development And Environment Institute, GDAE) de l'université Tufts, indique au contraire que le traité entraînerait « des pertes nettes en termes d’export, …des pertes nettes en termes de PIB, …une baisse des salaires, …des destructions d’emplois, …une diminution de la part des salaires dans le partage de la valeur ajoutée, …une baisse des recettes fiscales, [et] une instabilité financière accrue ». Cet avis est partagé par l'économiste Jacques Sapir, qui considère que les modèles utilisés par les institutions internationales surestiment « dans des proportions importantes » les aspects positifs de ces accords et prédit a contrario « une forte hausse du chômage dans l’Union européenne ».
Certains auteurs mettent en avant qu'un tel accord nécessiterait un travail d'anticipation afin de préparer la transition professionnelle des salariés des secteurs qui cesseront d'être compétitifs. L'économiste Thomas Porcher a mis en doute que le traité transatlantique profite à l'emploi en Europe.

### Recours à l'arbitrage
Compte tenu des procédures prévues de recours à l'arbitrage (auquel la Commission européenne « n'entend pas renoncer […] mais promet de tout mettre en œuvre pour éviter des abus »), et de la prééminence attendue du traité sur les lois nationales en vigueur (dont les lois pénales), des craintes ont été exprimées que l'accord conduise, comme dans le cas d'ACTA, à une perte de souveraineté des États.
Ce mécanisme d'arbitrage offre la possibilité aux entreprises de poursuivre des États sur la base du traité. Lori Wallach (en), activiste et experte des questions de commerce international, souligne le risque d'utilisation de ce mécanisme par des entreprises estimant que la politique d'un État entrave leur activité commerciale, y compris s'il s'agit d'une politique de santé publique ou de protection de l'environnement. Des mécanismes de règlement des différends entre investisseurs et États ont notamment été utilisés par l'industrie du tabac pour freiner ou empêcher l'adoption de lois de protection contre le tabagisme. Philip Morris International a notamment engagé une procédure contre l'Uruguay (affaire Philip Morris v. Uruguay) au nom d'un accord entre la Suisse et l'Uruguay et une autre contre l'Australie à propos de l'adoption du paquet de cigarettes neutre au nom d'un accord entre Hong Kong et l'Australie.
Un tel mécanisme pourrait donc in fine réduire le pouvoir politique des citoyens au profit des entreprises en empêchant les États d'édicter des lois défavorables aux intérêts des grandes entreprises. La Directrice Générale de l'Organisation mondiale de la santé (OMS), Margaret Chan, a exprimé ses inquiétudes à propos des effets potentiellement néfastes sur la santé publique des accords régionaux de libre-échange tels que le TTIP.

### Abaissement des normes
L'opacité des négociations fait craindre une harmonisation vers le bas des normes sociales, sanitaires et environnementales existantes, ainsi que des règlements affectant le commerce. Les textes en discussion contiennent des mesures visant à l'harmonisation des réglementations affectant le commerce. Les négociations pourraient affecter notamment les règles relatives à l'alimentation, la santé publique, la vie privée et à certaines conventions collectives dans les secteurs susceptibles d'être ouverts à la concurrence. De fait, de nombreux secteurs seraient touchés par cet accord et les normes et réglementations remises en cause comprendraient (liste non exhaustive) les normes sanitaires pour l'alimentation et la sécurité, la protection de l'environnement, le contrôle de l'impact carbone, la protection des données numériques personnelles, la réglementation de la finance et l'accès des entreprises étrangères aux marchés publics,.
Le fondateur de Foodwatch a estimé que le traité transatlantique, du fait qu'il supprimera des obstacles pour les grandes entreprises, portera inévitablement atteinte au droit de la consommation, en plus d'encourager certaines pratiques abusives.
L'adoption de normes plus restrictives par la suite, pour répondre aux préoccupations de la société civile ou à de nouveaux enjeux, pourrait être freinée par l'existence d'un accord si l'une des parties s'oppose à cette modification.

#### Santé
Des tentatives de suppression des réglementations en matière de santé publique sont confirmées par les discours des associations patronales. Ainsi l'Association nationale des confiseurs américaine explique que « L’industrie américaine voudrait que le TTIP avance sur cette question en supprimant la labellisation OGM et les normes de traçabilité » et le National Pork Producers Council (Conseil national des producteurs de porc) affirme que « [l]es producteurs de porc américains n’accepteront pas d’autre résultat que la levée de l’interdiction européenne de la ractopamine », alors que cet additif bêta-agoniste est interdit dans 160 pays dont ceux de l'Union européenne, la Russie et la Chine.

### Règles d'extraterritorialité
Le principe d'extraterritorialité, selon lequel un État peut imposer l'application de ses propres lois sur un pays étranger, fait l'objet d'oppositions, au moins en France, en raison des risques d'application à sens unique, sachant « que les entreprises américaines échappent le plus souvent à la loi européenne, y compris la loi fiscale ».

## Réactions et positions publiques

### Partis et responsables politiques

#### Au niveau européen
Au Parlement européen, le Parti populaire européen, le Parti socialiste européen, le Parti de l'Alliance des libéraux et des démocrates pour l'Europe, les Conservateurs et réformistes européens, ainsi que les partis qui les composent, approuvent les négociations, en émettant des réserves dans le cas du parti socialiste européen,. Le Parti vert européen et le groupe Gauche unitaire européenne/Gauche verte nordique ainsi que les partis qui les composent sont opposés au traité,.
Herman Van Rompuy, président du Conseil européen, se réjouit de la perspective économique que promet le marché transatlantique.
En octobre 2014, Jean Arthuis, député et président de la commission des budgets du Parlement européen, a dénoncé l'opacité et l'asymétrie des négociations entre l'UE et les États-Unis à propos du TTIP.

#### En Allemagne
Angela Merkel, la chancelière allemande, a indiqué en 2007 qu'elle trouvait l'idée « fascinante » et favorisant « l'intérêt commun ». De manière générale, les chefs de gouvernements – par l’intermédiaire des ministres de commerce extérieur – ont mandaté la Commission européenne pour la négociation du TTIP, ce qui constitue un accord au principe de la négociation. Depuis début 2014, le Président de la République française François Hollande est un actif partisan d'une négociation rapide du traité.

#### En France

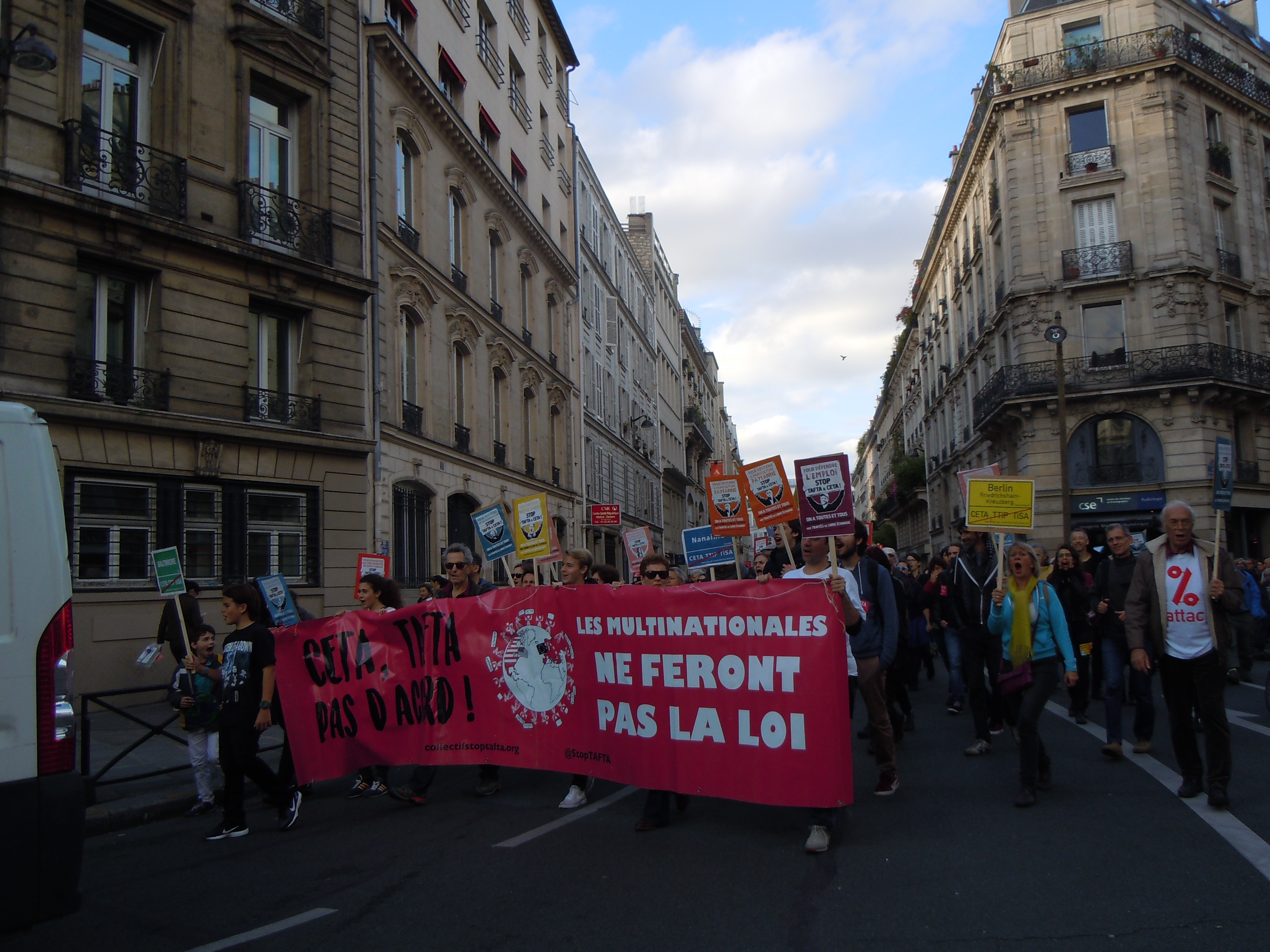
Manifestation contre le CETA le 15 octobre 2016 dénonçant une mainmise des multinationales sur le pouvoir politique.

En mai 2014, le Conseil national du numérique publie un avis au sujet du volet numérique du TTIP. Il y souligne l'importance des enjeux numériques dans le projet de partenariat transatlantique de commerce et d'investissement (TTIP), et appelle à une plus forte mobilisation dans la négociation pour construire une stratégie de négociation cohérente et coordonnée avec l'ensemble des États membres.
Début 2014, François Hollande appelle à accélérer les négociations afin d'éviter « une accumulation de peurs, de menaces, de crispations ». Il montre pour la première fois une inflexion sur le sujet en avril 2016 en demandant aux États-Unis « transparence » et « réciprocité », ainsi que des garanties pour les agriculteurs et l’accès aux marchés publics américains. En juin 2016, quelques jours après le référendum sur l'appartenance du Royaume-Uni à l'Union européenne (Brexit), le Premier ministre français Manuel Valls se prononce contre le traité transatlantique.
Par la voix du secrétaire d’État français au commerce Matthias Fekl, puis de François Hollande, l'exécutif français demande l'arrêt des négociations le 30 août 2016,,. Mathias Fekl précise qu'un « coup d’arrêt net, clair et définitif » doit permettre de « reprendre des discussions sur de bonnes bases ». En réaction, douze ministres européens du Commerce, notamment de l'Espagne, de l'Italie et du Royaume-Uni, écrivent à la commissaire européenne chargée du dossier, Cecilia Malmström, pour défendre le processus. Lors du sommet de Bratislava, la France échoue à former une majorité pour interrompre les négociations, dont une vingtaine de pays de l'UE souhaite la poursuite. D'après Maxime Vaudano, journaliste au Monde, « la France et l’Autriche seraient favorables à la rédaction d’un nouveau mandat de négociation pour le Tafta, avec un nouveau nom, davantage de transparence et « des objectifs plus clairs », comme par exemple [sic] sur la question climatique ».

#### Au Royaume-Uni
Les députés du Sinn Féin sont aussi opposés au traité.

#### En Belgique
En décembre 2015, l'eurodéputé belge Marc Tarabella demande l'arrêt des négociations après avoir consulté un rapport du département de l'Agriculture des États-Unis qui estime que l'agriculture américaine bénéficierait beaucoup plus d'un accord que l'agriculture européenne. Le rapport estime en revanche que les gains globaux en termes de produit intérieur brut sont supérieurs pour l'Union européenne, ce qui conduit Marc Tarabella à redouter que l'agriculture européenne soit sacrifiée au profit des intérêts économiques des autres secteurs d'activité en Europe.

#### Grèce
Comme d'autres partis de gauche radicale, SYRIZA en Grèce a indiqué son hostilité au TTIP. Arrivé au pouvoir lors des élections de janvier 2015, le gouvernement Tsípras I a confirmé qu'il opposerait son droit de veto pour empêcher la signature du TTIP par le Conseil de l'Union européenne.

#### Aux États-Unis
Hillary Clinton ainsi que Donald Trump, le candidat élu à l'élection présidentielle américaine de 2016, affichent leur hostilité au projet.

### Dialogues transatlantiques
Les dialogues transatlantiques sont constitués de représentants de la société civile et visent à créer des lieux d'échanges, de réflexions, mais aussi de proposition pour les institutions politiques, jouant ainsi le rôle de lobby. Le plus puissant d'entre eux est le dialogue économique transatlantique (TABD), crée en 1995, qui est une coalition de dirigeants d'entreprises, principalement de multinationales, favorable au TTIP, des deux côtés de l'océan. On trouve aussi :
- le dialogue transatlantique des consommateurs (TACD) créé en 1998 qui réunit des organisations de défense des consommateurs,
- le dialogue transatlantique des travailleurs (TALD) créé en 1996 qui réunit des fédérations syndicales,
- le dialogue transatlantique pour l'environnement (TAED) créé en 1998 et arrêté en 2000 sans avoir réellement réussi à exercer son rôle de conseiller qui réunissait des associations de défense de l'environnement,
- le dialogue transatlantique des législateurs (TLD) créé en 1999 stimulant le consensus sur les projets proposés aux institutions transatlantiques.

### Initiative citoyenne européenne
Le 15 juillet 2014, à la suite d'une pétition ayant obtenu plus d'un million de voix, comme les textes l'exigent, une initiative citoyenne européenne a été lancée par le Collectif Stop TAFTA, réunissant 230 mouvements citoyens de 21 pays. La Commission européenne l'a toutefois rejetée le 11 septembre de la même année,.
En mai 2017, le tribunal de l'Union européenne annule la décision de rejeté de l'initiative citoyenne par la Commission européenne, ce qui induit son enregistrement en juillet 2017, avec un total de plus de 3 millions de signatures.

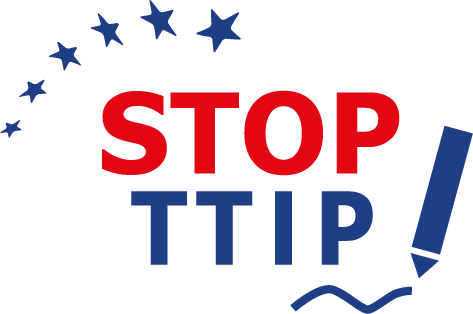
Logo de l'initiative citoyenne européenne contre le projet.

### Collectivités territoriales
De nombreuses collectivités territoriales françaises — régions, département et communes — ont manifesté leurs craintes par rapport aux négociations du TTIP.
En février 2014, deux régions françaises ont voté pour l'arrêt des négociations du TTIP : l'Île-de-France et la Provence-Alpes-Côte d'Azur. Ces régions sont rejointes par la Picardie et le Limousin en avril 2014, puis par le Nord-Pas-de-Calais et les Pays de la Loire en juin 2014.
Certaines communes françaises, dont Besançon, Briançon, Cherbourg-Octeville, Dunkerque ou Grenoble, ont demandé l'arrêt des négociations ou se sont déclarées « Zone hors TAFTA/TTIP ». Plusieurs communes belges, dont Bruxelles, Liège ou Charleroi ont approuvé en conseil communal des motions pour marquer leur opposition au projet de traité.
Le préambule de ces motions, semblable d'une commune à l'autre, fait apparaitre la crainte que les communes ne puissent plus prendre certaines décisions concernant par exemple le choix des fournisseurs pour les cantines scolaires ou l'abandon des pesticides pour l'entretien des espaces verts communaux. Les motions « communes sans TTIP » expriment également des craintes relatives aux éléments de portée nationale inclus dans le projet de traité, notamment le mécanisme de règlement des différends entre investisseurs et États et le risque d'affaiblissement des normes.

### Syndicats et ONG
Les organisations patronales soutiennent l'initiative et ont lancé la plateforme « Business alliance for TTIP » dès mai 2013 pour soutenir l'initiative.
Parmi les opposants, on trouve notamment de nombreux syndicats et ONG, comme ATTAC ou La Quadrature du Net.

### Manifestations

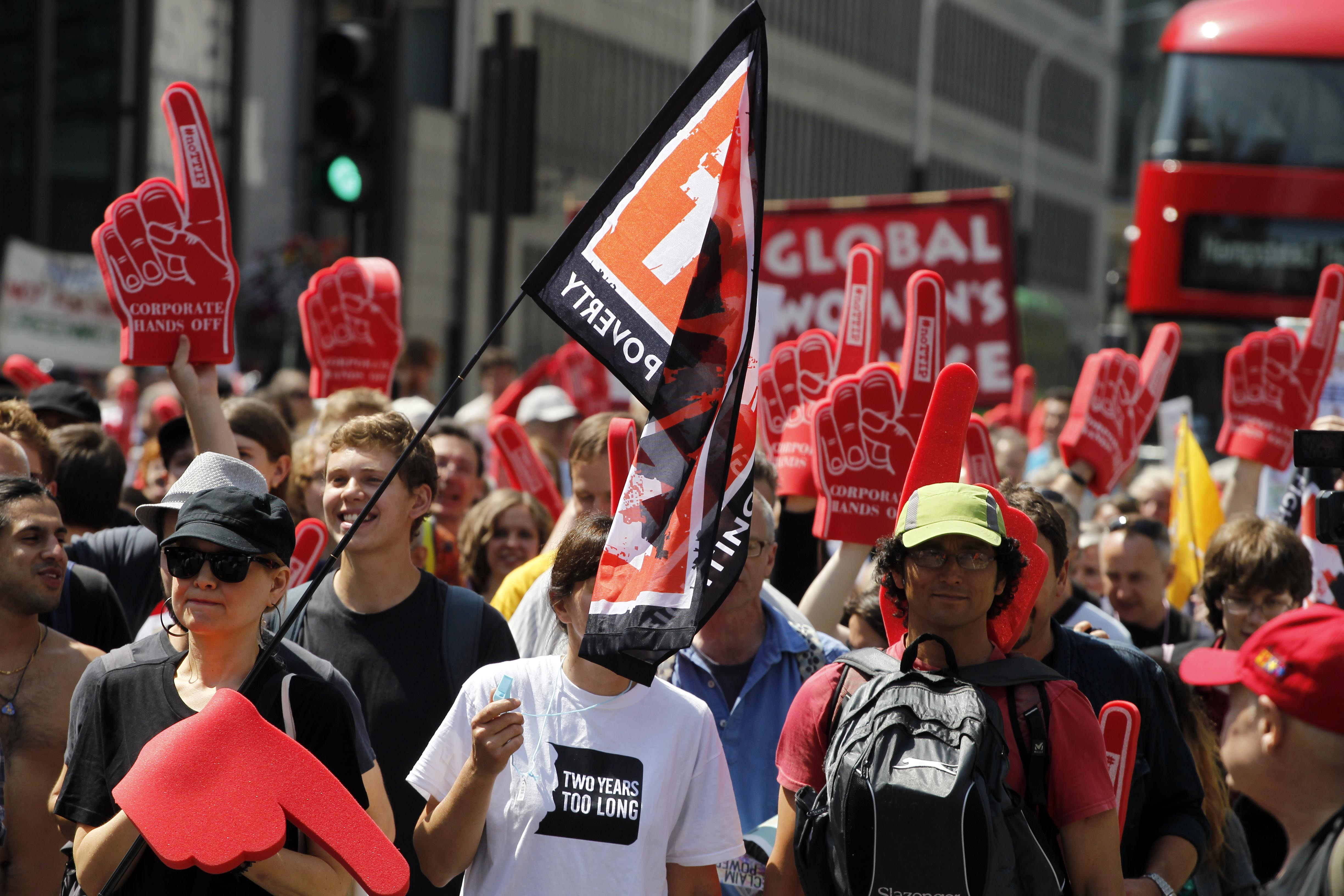
Manifestation contre le TTIP à Londres le 12 juillet 2014

Le 15 mai 2014, près de 250 personnes – dont trois parlementaires belges : Anne Herscovici, Alain Maron et Ahmed Mouhssin – ont été interpellées par la police de Bruxelles lors d'une manifestation pacifique organisée pour « dénoncer les conséquences potentiellement délétères du traité transatlantique » alors que se tenait l'European Business Summit.

## Sources